# Onthophagus sanguineus
Onthophagus sanguineus är en skalbaggsart som beskrevs av D'orbigny 1902. Onthophagus sanguineus ingår i släktet Onthophagus och familjen bladhorningar. Inga underarter finns listade i Catalogue of Life.